# Ken Scholes

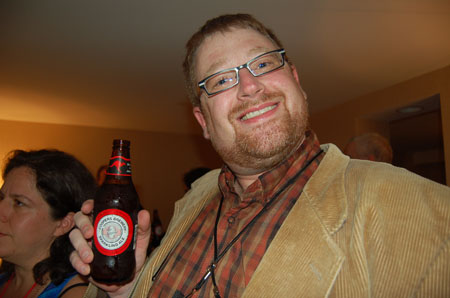
Ken Scholes 2007

Ken Scholes (* 13. Januar 1968 im US-Bundesstaat Washington) ist ein US-amerikanischer Science-Fiction- und Fantasy-Autor. Er ist vor allem durch seinen Fantasy-Zyklus Psalms of Isaac über eine postapokalyptische Welt bekannt, die in Deutschland unter dem Namen Die Legende von Isaak beim Blanvalet Verlag erscheint.

## Leben
Er beschreibt sich selbst als „trailer boy“, also „Wohnwagen-Junge“, womit er auf die Lebensumstände seiner Jugend in einer Trailersiedlung am Fuße des Mount Rainier anspielt. Bereits als 13-Jähriger habe er nach der Lektüre von Ray Bradburys How to Keep and Feed a Muse davon geträumt Schriftsteller zu werden. Ermutigt worden sei er durch einen Englischlehrer und seine Mutter, die ihm eine kleine Schreibmaschine geschenkt habe, mit der im Alter von etwa 15 Jahren seine ersten Absagen erlebte. Nach seinem Militärdienst in Deutschland und einem Geschichtsstudium an der Western Washington University arbeitete er als Seemann, Prediger, Waffenschmied und selbstständiger Handelsvertreter. Erst mit Ende 20 wandte er sich nach einem befriedigenden Literatur-Workshop bei dem Herausgeber und Redakteur von Fairwood Press und Talebones, Patrick Swenson, wieder dem Schreiben zu. Seine erste Kurzgeschichte verkaufte er 2000.
Die Kurzgeschichte Into the Blank Where Life is Hurled gewann den dritten Platz im vierten Quartal des Writers-of-the-Future-Wettbewerb 2005. Sein erster Roman Lamentation erschien – ermutigt durch seinen Freund Jay Lake und seine eigene Frau Jen – 2009 und basierte auf einer vorangegangenen Kurzgeschichte namens Of Metal Men and Scarlet Thread and Dancing with the Sunrise. Lamentation sollte der erste Teil einer auf fünf Bänden konzipierten Reihe mit englischen Titel Psalms of Isaak, zu deutsch Legende von Isaak, sein.
Jeden Samstag postet er eine Kolumne zur Technik des Schreibens auf genreality.net. Seine Werke sind bisher teilweise in die Deutsche und Französische Sprache übersetzt worden.
Ken Scholes lebt mit seiner Frau Jen West Scholes und seinen Zwillingen in St. Helens in der Nähe von Portland im US-Bundesstaat Oregon. Dabei teilen sich beide Eltern die Erziehung der beiden Töchter, sodass Scholes laut eigenem Bekunden seine literarische Arbeit regelmäßig ab 15:30 Uhr startet. Seinen engen Freund und Science-Fiction-Schriftsteller Jay Lake bezeichnete Scholes scherzhaft aufgrund der äußeren und Charakterähnlichkeit als bei der Geburt getrennten Zwillingsbruder.

## Werke

### Legende von Isaak / The Psalms of Isaak
- Lamentation. Tor Books, New York 2009, ISBN 978-0-7653-2127-5.
  - Sündenfall. Aus dem Englischen von Simone Heller, Blanvalet, München 2010, ISBN 978-3-44226-672-2.[10]
- Canticle. Tor Books, New York 2009, ISBN 978-0-7653-2128-2.
  - Lobgesang. Aus dem Englischen von Simone Heller, Blanvalet, München 2011, ISBN 978-3-44226-673-9.[11]
- Antiphon. Tor Books, New York 2010, ISBN 978-0-7653-2129-9.
  - Hohelied. Aus dem Englischen von Simone Heller, Blanvalet, München 2011, ISBN 978-3-44226-674-6.
- Requiem. Tor Books, New York 2013, ISBN 978-0-7653-2130-5.
- Hymn. Tor Books, New York 2017, ISBN 978-0-7653-2131-2.

### Sammlungen
- Long Walks, Last Flights, and Other Strange Journeys. Fairwood Press, Bonney Lake, Washington 2008, ISBN 978-0-9820730-0-1.
- Diving Mimes, Weeping Czars and Other Unusual Suspects. Fairwood Press, Bonney Lake, Washington 2010, ISBN 978-0-9820730-8-7.
- Two Stories. Tor Books, New York 2011, ISBN 978-1-4299-9382-1. (mit Jay Lake)
- Blue Yonders, Grateful Pies and Other Fanciful Feasts. Fairwood Press, Bonney Lake, Washington 2015, ISBN 978-1-933846-51-4.

### Anthologien
- METAtropolis: Green Space. Audible Frontiers, 2013. (mit Jay Lake)
- METAtropolis: The Wings We Dare Aspire. WordFire Press, 2014, ISBN 978-1-61475-156-4. (mit Jay Lake)

### Kurzgeschichten
- The Taking Night, Talebones, 2000
- So Sang the Girl Who Had No Name, Twilight Showcase, 2001 und Fortean Bureau, 2004
- Edward Bear and the Very Long Walk, Talebones, 2001 and Best of the Rest 3:  Best Unknown Science Fiction and Fantasy of 2001, hrsg. von Brian Youmans, Suddenly Press, 2002 und Revolution SF, Juli 2006 und Escape Pod, Februar 2008
- Fearsome Jones' Discarded Love Collection, Fortean Bureau, Juli 2004
- A Good Hair Day in Anarchy, Lone Star Stories, June 2005 and Best of the Rest 4:  Best Unknown Science Fiction and Fantasy of 2005, hrsg. von Brian Youmans, Suddenly Press, 2006
- Into the Blank Where Life is Hurled, L. Ron Hubbard Presents Writers of the Future Volume XXI, ed. Algis Budrys, Galaxy Press, 2005
- The Santaman Cycle, TEL:Stories, hrsg. von Jay Lake, Wheatland Press, 2005
- On the Settling of Ancient Scores, Son and Foe, November 2005
- The Man With Great Despair Behind His Eyes, Talebones, Winter 2005 und Prime Codex, hrsg. von Lawrence M. Schoen and Michael Livingston, Paper Golem, 2007
- That When I Waked I Cried to Dream Again, Insidious Reflections, Januar 2006
- Action Team-Ups Number Thirty-Seven, Shimmer Magazine, Winter 2006
- East of Eden and Just a Bit South, Aeon Speculative Fiction, Februar 2006
- There Once Was a Girl From Nantucket (A Fortean Love Story) (mit John A. Pitts), Fortean Bureau, March 2006
- Of Metal Men and Scarlet Thread and Dancing with the Sunrise, Realms of Fantasy, August 2006 and Best New Fantasy 2, ed. Sean Wallace, Prime Books
- That Old-Time Religion, Weird Tales, November 2007
- Soon We Shall All Be Saunders, Polyphony 6, hrsg. von Deborah Layne und Jay Lake, Wheatland Press, 2006
- One Small Step, Aeon Speculative Fiction, Issue 9, November 2006
- The Great Little Falls Revival, Science Fiction Trails, Pirate Dog Press, hrsg. von David P. Riley, 2007
- Summer in Paris, Light from the Sky, Clarkesworld Magazine, November 2007[12]
- What Child Is This, I Ask the Midnight Clear, Shimmer Magazine Holiday Chapbook, Winter 2007
- The Doom of Love in Small Spaces, Realms of Fantasy, April 2008
- The God-Voices of Settler's Rest, Intergalactic Medicine Show, July 2008
- The Night the Stars Sang Out My Name, Abyss and Apex, 3. Quartal 2008.[13]
- Invisible Empire of Ascending Light, Eclipse 2, Nightshade Books, ed. Jonathan Strahen, 2008
- The Second Gift Given, Clarkesworld Magazine, Februar 2009.[14]
- A Weeping Czar Beholds the Fallen Moon. In: Diving Mimes, Weeping Czars and Other Unusual Suspects. Fairwood Press 2010.
- Love in the Time of Car Alarms. In: The Trouble With Heroes, November 2009, und in: Diving Mimes, Weeping Czars and Other Unusual Suspects. Fairwood Press 2010.
- In Time of Despair and Great Darkness. In: Realms of Fantasy, Dezember 2009, und in: Diving Mimes, Weeping Czars and Other Unusual Suspects. Fairwood Press 2010.
- Grief-Stepping to the Widower's Waltz. In: Polyphony 7, hrsg. v. Deborah Layne, Forrest Aguirre, Wheatland Press 2010, sowie in: Diving Mimes, Weeping Czars and Other Unusual Suspects. Fairwood Press 2010.
- The Starship Mechanic. (2010) mit Jay Lake, in: The Year's Best Science Fiction: Twenty-Eighth Annual Collection, Juli 2011 und in: The Mammoth Book of Best New SF 24, September 2011.
- Of Missing Kings and Backward Dreams and the Honoring of Lies. In: Diving Mimes, Weeping Czars and Other Unusual Suspects. Fairwood Press 2010.
- Four Clowns of the Apocalypse and the Mecca of Mirth. In: Diving Mimes, Weeping Czars and Other Unusual Suspects. Fairwood Press 2010.
- The God-Voices of Settler's Rest. In: Diving Mimes, Weeping Czars and Other Unusual Suspects. Fairwood Press 2010.
- What Child Is this I Ask the Midnight Clear. In: Diving Mimes, Weeping Czars and Other Unusual Suspects. Fairwood Press 2010.
- A Symmetry of Serpents and Doves. In: Metatropolis: Cascadia, November 2010.
- Making My Entrance Again With My Usual Flair. Auf: tor.com, 12. Januar 2011.[15]

### Gedichte
- The Cowardly Lion's Slipper Wish. Talebones #34, Winter 2006.

### Essays
- My Pal the Philosopher Clown. World Fantasy Convention 2009.
- Afterword: A Return to the Imagination Forest. In: Diving Mimes, Weeping Czars and Other Unusual Suspects. Fairwood Press 2010.
- Anything Could Be True. In: Jay Lake: The Sky That Wraps. Subterranean Press 2010.